# Péter Bácsi
Péter Bácsi (Budapest, 15 maggio 1983) è un lottatore ungherese, specializzato nella lotta greco-romana.
È stato due volte campione mondiale (nel 2014 e nel 2018) e due volte campione europeo (nel 2008 e nel 2014). Vanta inoltre la presenza a tre edizioni dei Giochi olimpici, perdendo due finali valevoli per il terzo posto contro il francese Christophe Guénot a Pechino 2008 e contro l'iraniano Saeid Abdevali a Rio de Janeiro 2016.

## Palmarès
- Mondiali

Tashkent 2014: oro negli 80 kg.
Budapest 2018: oro negli 82 kg.
- Europei

Tampere 2008: oro nei 74 kg.
Baku 2010: bronzo nei 74 kg.
Dortmund 2011: argento nei 74 kg.
Vantaa 2014: oro negli 80 kg.